# إرفينغ غليكمان
إيرفينغ غليكمان (17 يناير 1914 - 1 أكتوبر 1972) هو باحث طبي ومؤلف أمريكي في مجال علم اللثة. يُعتبر غليكمان من أول من صنف عيوب التخدير وإصابات مفترق الجذور و تأثير الرضح الإطباقي على أمراض اللثة.
درس غليكمان طب الأسنان في جامعة تافتس. في عام 1941، التحق بالكلية وأصبح رئيسًا لقسم اللثة في عام 1948.
في الخمسينيات من القرن العشرين، طوّر غليكمان مفهوم عامل العظام حول العوامل التي تحدد شدة تدمير اللثة، ووضع نظام تصنيف لإصابات مفترق الجذور.
في عام 1965، اقترح غليكمان نظرية تنطوي على علاقة الصدمة الإطباقية لأمراض اللثة والتهاب دواعم السن مما أدّى إلى مزيد من البحوث في النماذج الحيوانية. تزوج بعد ذلك فيوليتا أربوليدا، التي عملت أيضًا كطبيبة للثة. أنجبا بعد ذلك طفلان، آلان ودينيس.
تُوفي غليكمان في 1 أكتوبر 1972، البالغ من العمر 58 عامُا، على إثر أزمة قلبية. في يناير 2012، قامت كلية طب الأسنان بجامعة توفتس بتسمية المكتبة على اسمه تكريمًا له.

## أعمال مُختارة
طب الأسنان السريري (الطبعة الخامسة كانت مخصصة لإحساء ذكرى غليكمان). واصل الكتاب نشره تحت إشراف فرمين أ. كارانزا، وتغير العنوان إلى علم اللثة السريري في كارانزا.